# Dysomma melanurum
Dysomma melanurum is een straalvinnige vissensoort uit de familie van kuilalen (Synaphobranchidae). De wetenschappelijke naam van de soort is voor het eerst geldig gepubliceerd in 1967 door Chen & Weng.